# Nicolás Perchicot
Nicolás Díaz Perchicot (Madrid, 19 de septiembre de 1884 - Madrid, 26 de octubre de 1969) fue un actor español.

## Biografía
Tras abandonar sus estudios, decide dedicarse profesionalmente al teatro y entre 1907 y 1934 forma parte sucesivamente de las Compañías de Carmen Díaz, Francisco Morano, Ernesto Vilches y Margarita Xirgu.
Debuta en cine precisamente en 1934 participando en el rodaje de La hermana San Sulpicio, de Florián Rey. Durante la guerra civil española se traslada a Berlín para rodar algunas películas en español como Mariquilla Terremoto (1939), de Benito Perojo o La canción de Aixa (1939) y La Dolores (1940), ambas de Florián Rey.
Tras un breve paso por Italia, regresa a España en 1941 para consagrarse como uno de los más destacados actores de reparto durante las dos décadas siguientes. 
Especialmente memorable fue su recreación del boticario en Bienvenido Mr. Marshall (1952), de Luis García Berlanga.

## Premios
Medallas del Círculo de Escritores Cinematográficos
| Año  | Categoría              | Película               | Resultado |
| ---- | ---------------------- | ---------------------- | --------- |
| 1950 | Mejor actor secundario | Cuentos de la Alhambra | Ganador   |

## Filmografía (selección)
- La hermana San Sulpicio (1934).
- Crisis mundial (1934).
- Currito de la Cruz (1936).
- Mariquilla Terremoto (1939).
- La canción de Aixa (1939).
- La Dolores (1940).
- Malvaloca (1942).
- Vidas cruzadas (1942).
- Mi vida en tus manos (1943).
- Huella de luz (1943).
- La casa de la lluvia (1943).
- Eloísa está debajo de un almendro (1943).
- El clavo (1944).
- Orosia (1944).
- El destino se disculpa (1944).
- Tierra sedienta (1945).
- El camino de Babel (1945).
- El fantasma y Doña Juanita (1945).
- Espronceda (1945).
- Senda ignorada (1946).
- Las inquietudes de Shanti Andía (1947).
- La nao Capitana (1947).
- Obsesión (1947).
- La Lola se va a los puertos (1947).
- Locura de amor (1948).
- La vida encadenada (1948).
- Cuentos de la Alhambra (1950).
- Agustina de Aragón (1950).
- Pequeñeces (1950).
- La leona de Castilla (1951).
- Lola la Piconera (1951).
- Alba de América (1951).
- Vuelo 971 (1953).
- Bienvenido Mr. Marshall (1953).
- La hija del mar (1953).
- Jeromín (1953).
- La danza de los deseos (1954).
- Historias de la radio (1955).
- Calabuch (1956).
- Saeta rubia (1956).
- Manolo, guardia urbano (1956).
- Orgullo y pasión (1957).
- Los jueves, milagro (1957).
- Con la vida hicieron fuego (1959).
- El balcón de la luna (1962).
- Nueve cartas a Berta (1965).
- Buenos días, condesita (1967).
- Un millón en la basura (1967).